# Флорио
Флорио (итал. Florio) — угасший русский баронский род итальянского происхождения (из Биольо).
Род баронов Флорио, восходящий к XVI столетию, происходит непосредственно от Филиппа Флорио, жившего в Турине в середине XVIII столетия.
Грамотой Сардинского короля Карла-Альберта от 1840 года главный доктор 1-го военно-сухопутного госпиталя действительный статский советник Пётр Филиппович (Пьетро) Флорио (род. 1786 ум. 11.04.1847, Санкт-Петербург) был возведён, с нисходящим его потомством, в баронское королевства Сардинского достоинство.
На принятие означенного достоинства и пользование им в России последовало 25 июня 1842 года, Высочайшее соизволение.
Род пресёкся не позднее 1892 года.

## Герб
Приведенные изображение и описание не являются высочайше утвержденными, так как герб баронов Флорио не включён в Общий гербовник и Дипломные сборники Российского дворянства.
Щит пересечён золотым поясом. В первом лазуревом поле золотой возникающий лев, обременённый золотым турнирным воротником с четырьмя выступами. Во втором червлёном поле три золотых правых перевязи. Серебряная глава обременена чёрным двуглавым орлом